# Ернст Фрідріх Шумахер
Ернст Фрідріх Шумахер (нім. Ernst Friedrich Schumacher, нар. 16 серпня 1911 у Бонні — пом. 4 вересня 1977 у Швейцарії) — німецько-британський економіст, найбільше відомий своїми ідеями про людиноорієнтовані, децентралізовані та спрощені технології; запровадив термін "буддійська економіка". 
Навчався в Оксфордському та Колумбійському університетах. Протягом 20 років (1950-70) був головним економічним консультантом Британської національної вугільної ради. 1966 року заснував Intermediate Technology Development Group (тепер відому як Practical Action) у 1966 році. Був консультантом уряду Замбії та Бірми. Вів економічну колонку в газеті "Таймс". Помер у Швейцарії під час лекційного туру.
У 1995 році його книга "Прекрасне в малому: Вивчення економіки з огляду на інтереси людей" (Small Is Beautiful: A Study of Economics As If People Mattered, 1973) потрапила до сотні найбільш впливових книг, опублікованих після Другої світової війни, за версією The Times Literary Supplement. У 1977 році він опублікував "Посібних для спантеличених" (A Guide for the Perplexed) як критику матеріалістичного сцієнтизму, а також як дослідження природи та організації знання.

## Основні праці
- Small Is Beautiful: A Study of Economics As If People Mattered (1973, ISBN 0-06-131778-0); перевидання до 25-ї річниці першого видання (ISBN 0-88179-169-5)
- A Guide for the Perplexed (1977, ISBN 0-224-01496-X; в м'якій обкладинці, ISBN 0-06-090611-1)
- This I Believe and Other Essays (1977; перевидання, ISBN 1-870098-66-8)
- Good Work (1979, ISBN 0-06-013857-2)